# リビアの巫女 (ミケランジェロ)
『リビアの巫女』（リビアのみこ、伊: La Sibilla Libica, 英: The Libyan Sibyl）は、盛期ルネサンスのイタリアの巨匠ミケランジェロ・ブオナローティが1512年に制作した絵画である。フレスコ画。主題はギリシア神話やローマ神話において地中海地域各地に存在したシビュラと呼ばれるアポロンの巫女の1人、リビュアのシビュラから採られている。ローマ教皇ユリウス2世の委託によって、ローマのバチカン宮殿内に建築されたシスティーナ礼拝堂の天井画の一部として描かれた。天井画の中心部分は9つのベイに区分され、主題は『旧約聖書』「創世記」から大きく3つのテーマ、9つの場面がとられた。本作品は第1のベイに『光と闇の分離』（La Separazione della terra dalle acque）の左側に『預言者エレミヤ』（Il profeta Geremia）と向かい合って描かれた。準備素描がニューヨークのメトロポリタン美術館に所蔵されている。

## 作品

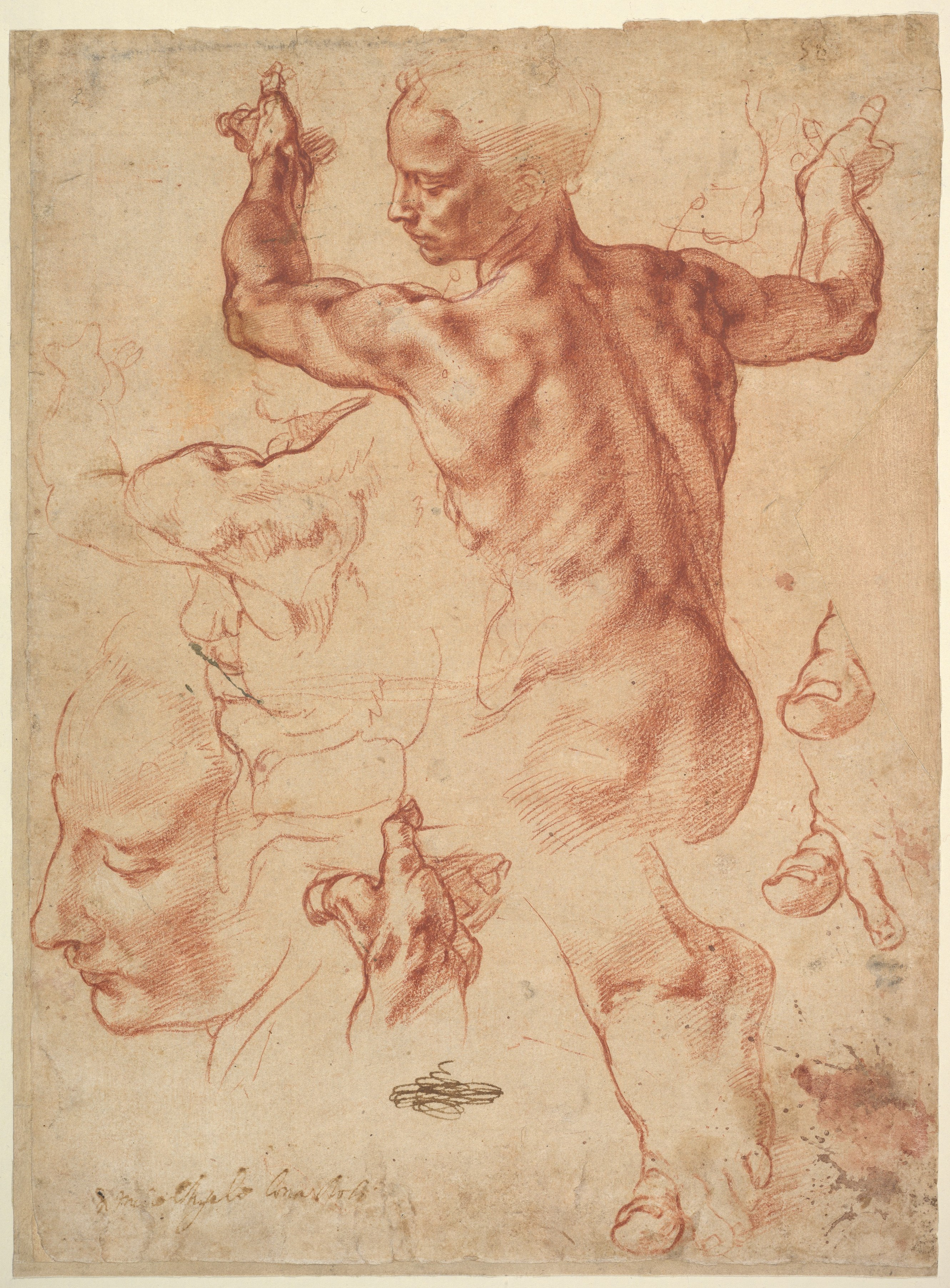
準備素描。メトロポリタン美術館所蔵。

ミケランジェロは天井画の最も高い場所に配置された『旧約聖書』の場面を囲むように、その下方に7人の預言者と5人の巫女（シビュラ）を交互に配置した。これらの預言者と巫女は天井画の人物像の中で最も巨大なサイズを与えられ、通常、いずれも書物を持ち、2人のプットーをともなっている。第1のベイは「創世記」の天地創造における初日の出来事を描いた『光と闇の分離』を中心として『預言者エレミヤ』と『リビアの巫女』が配置され、システィーナ礼拝堂天井画の中でも特に奥まった部分に描かれた。また最も遅い時期に制作された作品の1つで、おそらく1512年の夏に描かれたと考えられている。
ミケランジェロは優雅な動きで大きな書物を持ったリビュアのシビュラを描いている。巫女は預言者というよりは高貴な女性として表され、まとった衣装は華麗で美しく、陰鬱げなエレミヤとは異なり、ほのかな微笑みがよそよそしい雰囲気を明るくている。横からの角度で描かれた巫女はそれまで座っていた玉座から降り、開かれた書物を閉じて脇にある書見台の上に置こうとしている。その動きは見事なコントラポストを示しつつ、上半身を書見台のほうに捻り、背中を鑑賞者に向けている。緑の外衣を脱いで玉座の背もたれに掛けており、そのため背中や、美しい肩、短縮された腕がむき出しとなっている。また衣服の裾は膝上で折り返され、藤色のシュミーズと両の素足が露出している。大きな書物は表紙に緑のカバーがかぶせられている。おそらくこの書物は神託のすべてが記されたシビュラの書であろう。巫女のそばには2人のプットーが座っている。彼らはたがいに顔を見合わせて何かを話しており、そのうちの1人は左の脇に巻物を抱えながら巫女を指さしており、巫女とともに出かけようとしているかのようである。
図像の着想源としては フィリッポ・バルビエーリがシスティーナ礼拝堂の建設者である教皇シクストゥス4世に献呈した著作の影響が指摘されている。そこではリビュアのシビュラは「見よ、昼が来て凝縮した影を照らし出し、そして人々の唇は閉ざされる。かくして彼らは生存の王を見る。民の思い人たるひとりの乙女が、その膝に彼を抑えて、憐れみをもって支配する。そして彼の母の胎内はすべての像となる」と予言している。これを踏まえてミケランジェロの図像を顧みると、巫女の頭上には光と闇を分ける唯一神の姿があり、彼女の姿とその横顔は光で照らされ、唇を結んでいる。そして視線を書見台に向けるのではなく、礼拝堂内の祭壇を見下ろし、そこに起こる奇跡に心を奪われているかのようである。
メトロポリタン美術館に所蔵されている赤チョークで描かれた準備素描は、天井画のあらゆる女性像と同様に男性のモデルを使用して描かれたことを示している。その後、ミケランジェロは男性の骨格や筋肉が持つ粗さを脂肪質の柔らかさで覆うことで和らげた。素描の左下に繰り返された横顔はミケランジェロが素描で得た男性の横顔を女性のそれへ変更する際に加えようとした変更を如実に示している。また素描の下部では巨大な天井画の構図を支える巫女の手足を注意深く構築している。これらの要素は最終的なフレスコ画でさらにさらに研ぎ澄まされ、輝かしく照らし出されている。
ミケランジェロの色彩は非常に色鮮やかである。衣服のオレンジ色とシュミーズの藤色は対立しながらも構図を支配している。それでいて外衣の緑色は素晴らしく、その袖は金色で縁取られ、書物のカバーや書見台の緑色と調和している。藤色のスカーフで束ねられた巫女の美しい金髪は胸衣のオレンジと呼応している。

## 修復
1980年から1989年に行われた修復により、過去に行われた加筆や変色したワニスが除去され、制作当時の色彩が取り戻された。翌1990年にサン・ピエトロ広場のブラッチョ・ディ・カルロマーニョで「ミケランジェロとシスティーナ礼拝堂」展が開催された際に『リビアの巫女』が描かれたペンデンティブ全体の原寸大模型が作成され、展覧会で展示された。これによって、修復の成果と発生した諸問題を浮き彫りにするとともに、ミケランジェロが天井画を描く際に使用したあらゆる技法が明示された。また天井画を間近で鑑賞できない来場客が実際のフレスコ画の壮大さに触れることを可能とした。この原寸大模型は1993年に東京の国立西洋美術館で開催された「ヴァチカンのルネサンス美術展」でも展示された。

## 準備素描
メトロポリタン美術館に所蔵されている準備素描は、北米のコレクションに所蔵されているミケランジェロの素描のうち最も素晴らしいものとして知られている。サイズは高さ28.9センチ、横幅21.4センチと、実際のフレスコ画よりもはるかにサイズは小さいものの、本作品のために作成されたものであることは疑いない。素描は紙の表と裏面の両方に描かれており、表には解剖学的正確さで筋肉の細部まで描かれた上半身と、その横顔、左手、左足が赤チョークで描かれている。また裏面には下半身が柔らかい黒チョークで描かれている。一般的にシスティーナ礼拝堂天井画に関する初期の準備素描は同様の柔らかい黒チョークで描かれているため、本素描のうち最初に描かれたのは裏面の素描と考えられている。赤チョークで描かれたシスティーナ礼拝堂天井画に関する準備素描はしばしば帰属をめぐって論争が起きているが、この素描に関しては裏面の中央下に記された「no. 2i .」という番号がフィレンツェのブオナローティ家に由来する多くの素描に確認できるものと一致するため、ミケランジェロへの帰属の重要な証拠と見なされている。ブオナローティ家が所有していた素描群はおそらくフィリッポ・ブオナローティの時代に分散したと考えられている。その中に含まれていたであろう本素描は画家カルロ・マラッタの手に渡ったのち、弟子のアンドレア・プロカッチーニに受け継がれ、その画家がスペインで死去すると1775年に画家の未亡人は大量の素描とともに手放した。19世紀後半に素描を所有していたのはスペインの印象派の画家アウレリアーノ・デ・ベルエーテである。メトロポリタン美術館はデ・ベルエーテの死後の1924年8月8日に画家の未亡人から購入した。

## ギャラリー

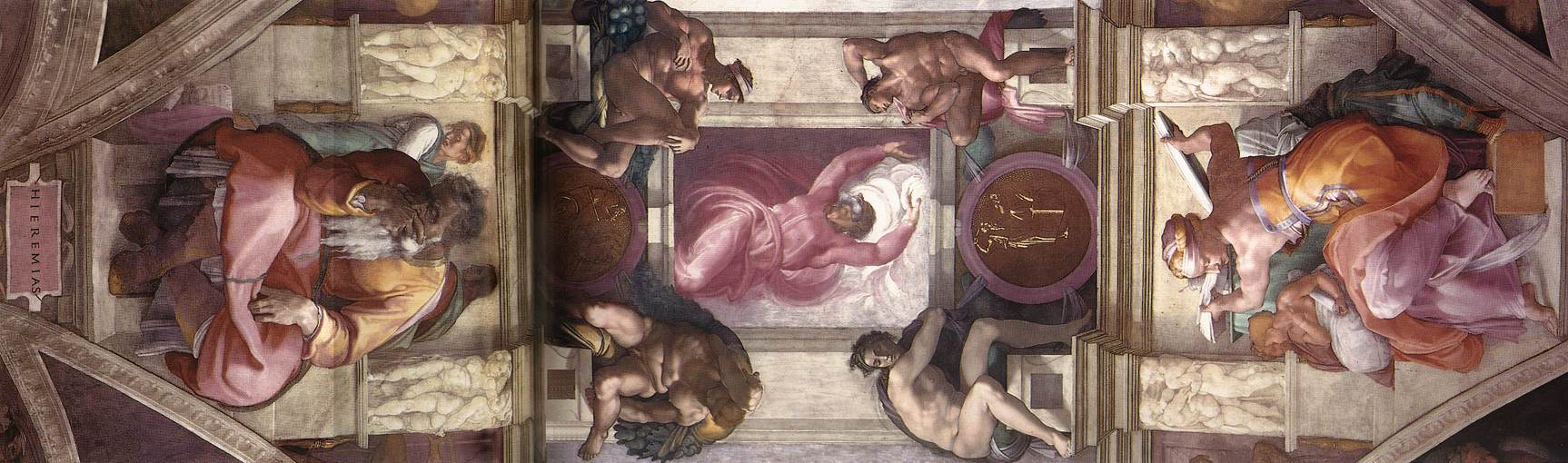
第1のベイは『光と闇の分離』およびその両側に『預言者エレミヤ』と『リビアの巫女』が描かれた。

関連する画像

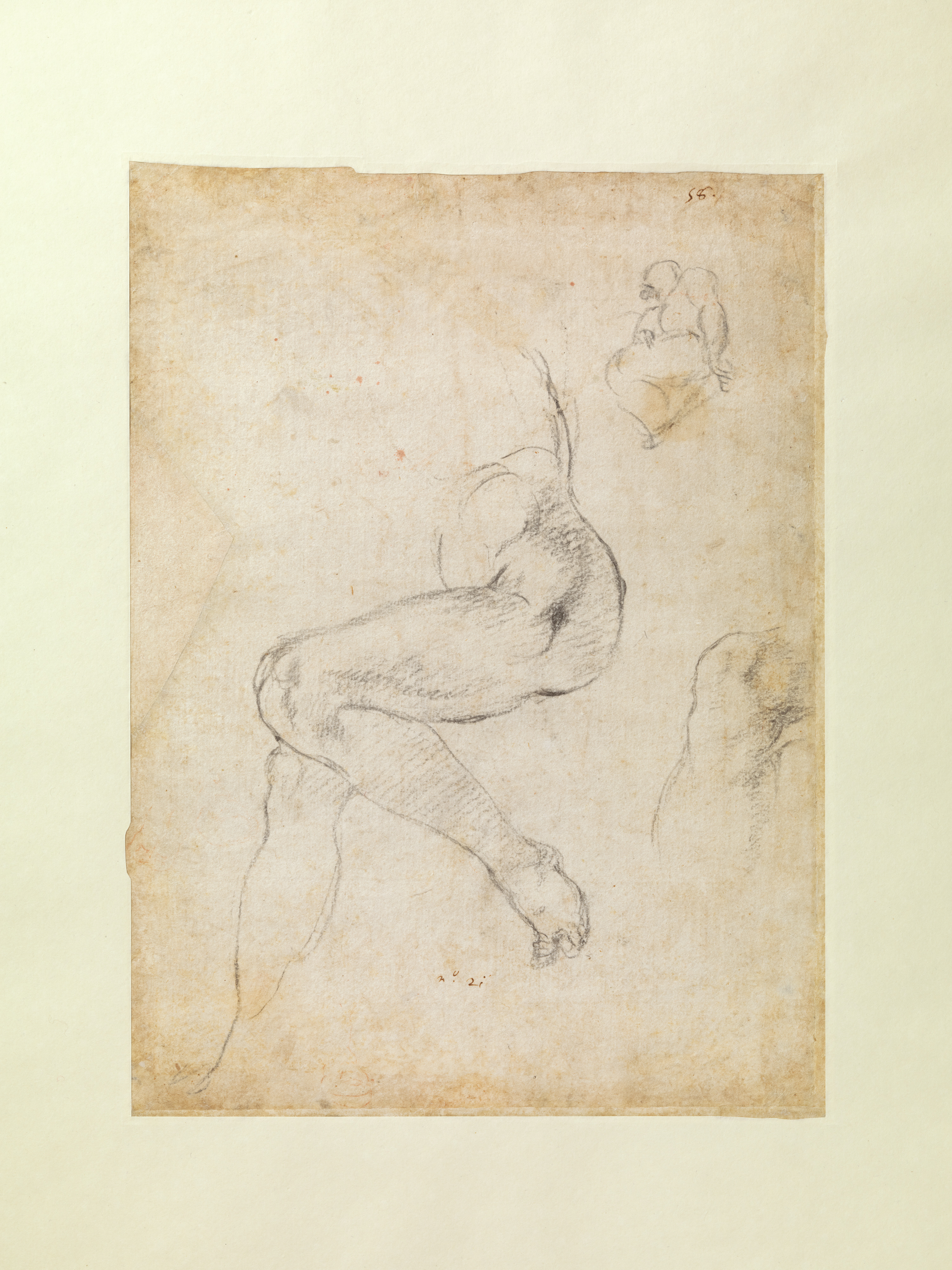
準備素描（裏側） メトロポリタン美術館所蔵
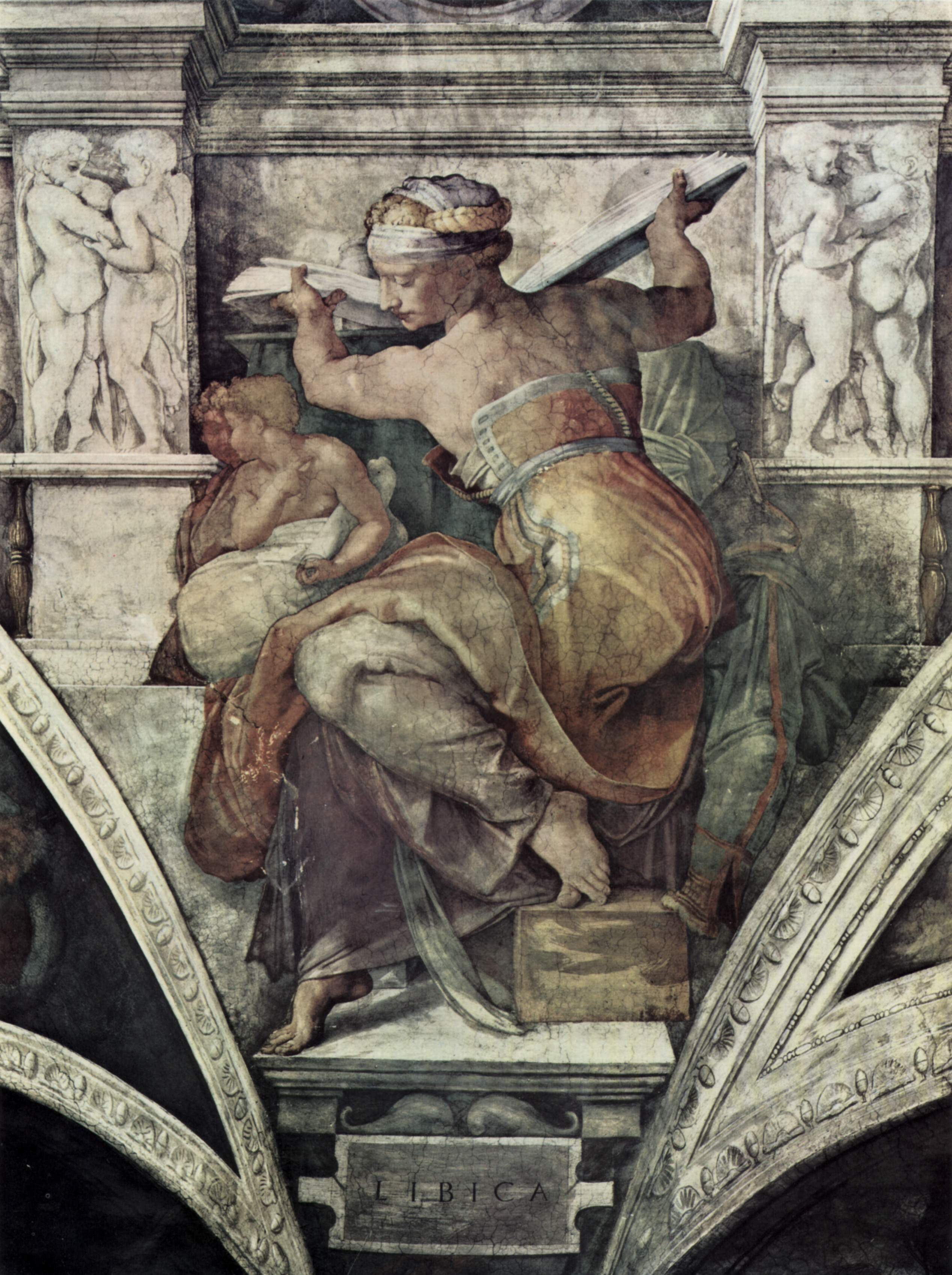
修復前の『リビアの巫女』